# 제프 배로

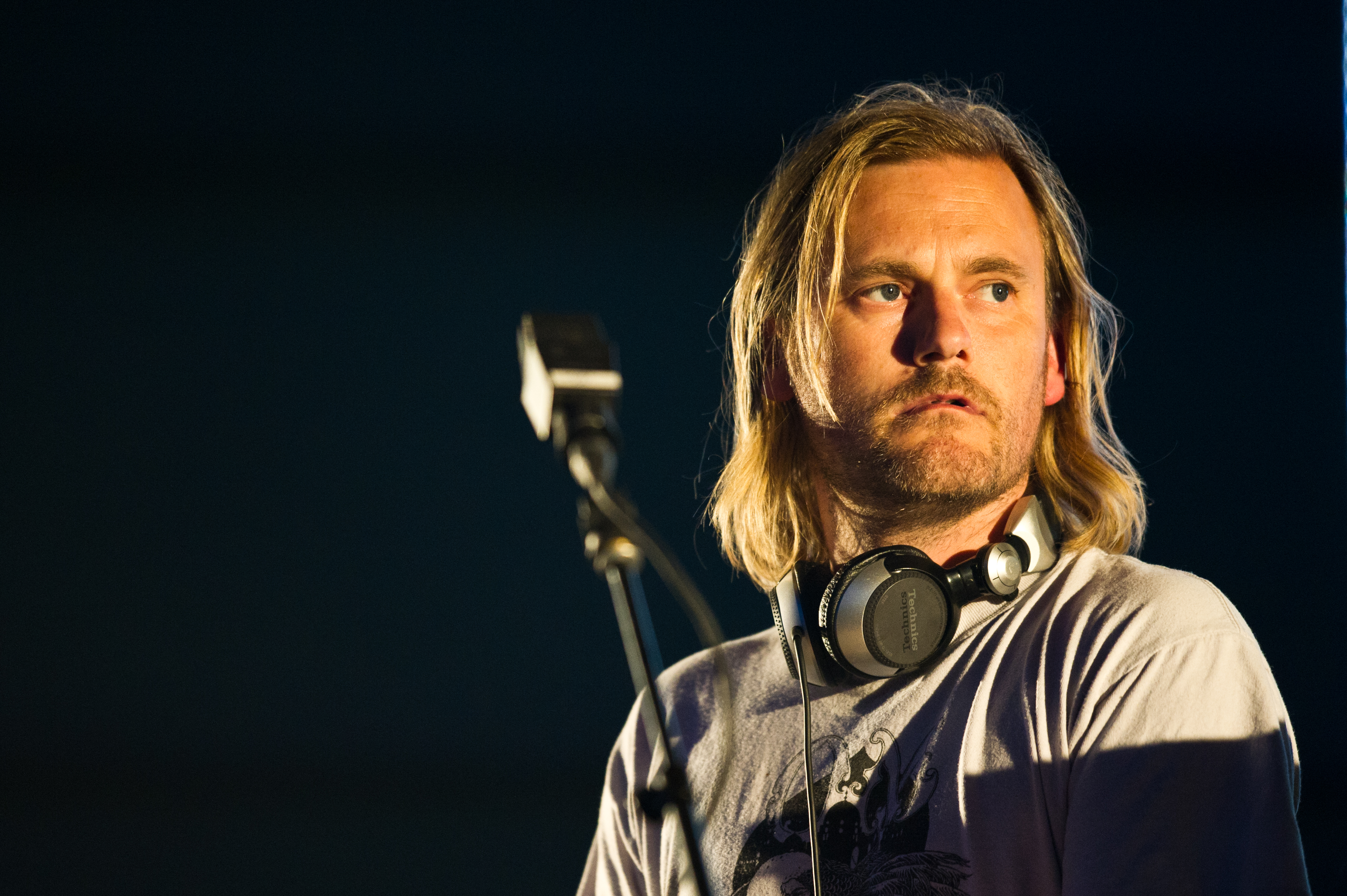
제프 배로

제프 배로(Geoff Barrow, 1971년 12월 9일 ~ )는 영국 출신의 음악 프로듀서이자 연주자이다. 포티셰드의 구성원이다.

## 삶
11세 때 부모의 이혼 후 포티셰드로 모친과 이사왔다. 동네의 락 밴드에서 드럼을 연주하고 힙합 그룹에서 디제이를 했다.
1991년 매시브 어택의 성공작 《Blue Lines》를 녹음하는데 참여하기도 했다.
2001년 호주의 음반사 Invada Records를 창립했다.

## 음반 목록
- Quakers (Stones Throw, 2012) (as Quakers)
  - as Baek
- BEAK> (Ipecac Records, 2009)
- >> (Invada Records, 2012)[1]
- At The BBC(Invada, 2013)
- Couple In A Hole(Invada, 2016)
  - as Geoff Barrow / Ben Salisbury
- Drokk: Music Inspired By Mega-City One(Invada,2012)
- Ex_Machina (Original Motion Picture Soundtrack)(Invada, 2015)
- Black Mirror: Men Against Fire (Lakeshore Records, 2016)